# San Diego Surf

San Diego Surf est un film réalisé en 1968 par Andy Warhol et Paul Morrissey.

## Synopsis
Un couple marié, Mr et Mrs Mead, louent une villa du bord de mer à un groupe de surfeurs. Leur fille enceinte cherche un mari. Mr Mead, qui est homosexuel, tente de la caser avec un des surfeurs.
Mrs Mead souhaite divorcer de son mari, qui voudrait lui aussi avoir un surfeur pour lui seul. Il fait d'étranges propositions à Tom…

## Distribution
- Joe Dallesandro : Joe
- Eric Emerson : Eric
- Tom Hompertz : Tom
- Taylor Mead : Mr. Mead
- Ingrid Superstar : Ingrid
- Viva : Susan Hoffmann
- Louis Waldon : Louis

## Production
Le film est tourné à La Jolla en mai 1968. Le 3 juin 1968, Valerie Solanas tire sur Andy Warhol et le blesse, ce qui interrompt le tournage.
En 1996, la Fondation Andy Warhol passe commande auprès de Paul Morrissey afin qu'il finisse le montage du film en se fondant sur les notes d'Andy Warhol.
Le film est projeté pour la première fois au Museum of Modern Art de New York le 16 octobre 2012.